# Jessica Keenan Wynn
Jessica Keenan Wynn (* 12. června 1986 Los Angeles jako Jessica Keenan Armstrong) je americká herečka a zpěvačka. Proslavila se rolemi Heather Chandler v muzikálu Heathers: The Musical a mladé Tanyi v hudebním filmu Mamma Mia! Here We Go Again.

## Životopis
Pochází z herecké rodiny. Je vnučkou herce Keenana Wynna, pravnučkou komika Eda Wynna, prapravnučkou herce a režiséra Franka Keenana a neteří scenáristky Tracy Keenan Wynn. Její první filmovou rolí byla mladá Tanya (její starší verzi hrála Christine Baranski) ve filmovém muzikálu Mamma Mia! Here We Go Again.

## Filmografie

### Film
| Rok           | Název                       | Role        |
| ------------- | --------------------------- | ----------- |
| 2018          | Mamma Mia! Here We Go Again | mladá Tanya |
| bude oznámeno | The Mimic                   | knihovnice  |

### Televize
| Rok  | Název                     | Role           | Poznámky                                |
| ---- | ------------------------- | -------------- | --------------------------------------- |
| 1987 | The Golden Girls          | Emily          | díl: „And Then There Was One“           |
| 2014 | Knick: Doktoři bez hranic | sestra Theresa | díl: „The Busy Flea“                    |
| 2015 | Forever                   | Dina           | díl: „The King of Columbus Circle“      |
| 2016 | Případy pro Lauru         | Ingrid         | díl: „The Mystery of the Triple Threat“ |
| 2016 | Miliardy                  | Cheryl         | díl: „YumTime“                          |

## Divadlo
| Rok             | Název                              | Role                               | Poznámky                                          |
| --------------- | ---------------------------------- | ---------------------------------- | ------------------------------------------------- |
| 2011            | Life Could Be a Dream              | Lois                               | uvedení v Los Angeles                             |
| 2012            | Les Misérables                     | členka company (záskok za Fantine) | národní turné k výročí 25. letům uvádění muzikálu |
| 2014            | Heathers: The Musical              | Heather Chandler                   | uvedení mimo Broadway                             |
| 2015–2018, 2019 | Beautiful: The Carole King Musical | Cynthia Weil                       | Broadway (záskok)                                 |